# A Song About Love
A Song About Love es una canción del cantante británico Jake Bugg, fue lanzado como el tercer sencillo de su segundo álbum de estudio Shangri La. Fue lanzado a modo de descarga digital en el Reino Unido el 10 de enero de 2014. La canción fue escrita por Jake Bugg y Iain Archer y producida por Rick Rubin.

## Vídeo Musical
El vídeo musical de esta canción fue lanzado el 10 de enero de 2014 por YouTube, fue dirigido por Ross Cairns y grabado en Paris, Francia, en este se puede apreciar el Puente de las Artes donde las parejas declaran su amor poniendo un candado y lanzando las llaves al agua.

## Historial de lanzamientos
| País        | Fecha               | Formato          | Sello           |
| ----------- | ------------------- | ---------------- | --------------- |
| Reino Unido | 10 de enero de 2014 | Descarga digital | Mercury Records |